# Drissa Diarrassouba
Drissa Diarrassouba (Abidjan, 15 novembre 1994) è un calciatore ivoriano, attaccante dell'Eding Sport.

## Carriera

### Club
In carriera ha giocato 9 partite di qualificazione per l'Europa League, tutte con lo Širak.

### Nazionale
Ha giocato nella nazionale ivoriana Under-17, con la quale nel 2010 ha preso anche parte al campionato africano ed al Mondiale di categoria.